# Jean-Yves Neveux
Jean-Yves Neveux, né le 19 avril 1936 à Angers, est un professeur de chirurgie cardiaque français, pionnier des interventions réparatrices et de la greffe du cœur chez l’enfant.

## Biographie
Il est le fils de Joseph Neveux (1895-1979) industriel et de Marie Eugène Sechet (1904-1967). Il se marie en 1965 avec Claire Flamant, avec laquelle il a une fille Caroline (1966) et en 1976 avec Marie-Hélène Ducasse Comnène (médecin anesthésiste) avec laquelle il a trois filles, Nathalie (1976), Juliette (1978) et Joséphine (1985).

## Études et parcours professionnel
Il fait ses études secondaires à Nantes aux lycées Jules-Verne puis Georges-Clemenceau. Il obtient son baccalauréat en 1953, hésite à entamer des études d’architecture puis se décide pour la médecine. Il effectue ses deux premières années à Nantes puis vient étudier à Paris où il est nommé externe puis interne des hôpitaux de Paris en 1958. Il effectue son service militaire comme sous-lieutenant puis lieutenant à l’hôpital du Val-de-Grâce de 1958 à 1961 en Urologie dans le service dirigé par le médecin colonel Rouffilange, où il débute la chirurgie.
C’est pendant ses deux derniers semestres d’internat qu’il commence à pratiquer la chirurgie cardiaque dans les services dirigés par les professeurs Charles Dubost à l’hôpital Broussais et  Jean Mathey à l’hôpital Laennec. Il effectue son clinicat de 1965 à 1971 dans ce dernier service où il est nommé ensuite professeur agrégé en 1971, puis chef de service en 1979 et professeur titulaire de chaire en 1982. En octobre 1989, il quitte la faculté de médecine Necker-Enfants Malades Laennec  pour la faculté de Bicêtre et prend la direction du service de chirurgie cardiaque de l’hôpital Marie-Lannelongue au Plessis-Robinson, position qu’il occupe jusqu’à sa retraite en 2002.

## Autres activités
Pour compléter sa formation, Jean-Yves Neveux a également suivi un enseignement d’économie de Santé en 1970-1971 à l’Université Panthéon Sorbonne, conclu par un doctorat de 3e cycle, relatif à la détermination du prix de journée hospitalier et à son analyse critique, travail effectué sous la direction de Gabriel Pallez. Il a également été conseiller à la direction des affaires médicales de l’AP-HP de 1974 à 1985. Il a présidé le Comité Consultatif Médical du groupe hospitalier Necker-Enfants Malades-Laennec de 1985 à 1989.
En octobre 1997, Jean-Yves Neveux a publié un livre édité chez Plon, Tu ne seras pas médecin mon fils !, une méditation critique sur la qualité, la morale de son métier et l’évolution de la médecine.
En 2000, Jean-Yves Neveux enseigna l’économie de Santé à l’École nationale d'administration.
Aux élections législatives de 2002, il fut élu député suppléant de Philippe Pemezek UMP, maire du Plessis-Robinson.

## Principales contributions à la chirurgie cardiaque de l’enfant
Jean-Yves Neveux fût l'un des premiers chirurgiens français à opérer des enfants dès leur naissance afin de corriger des malformations cardiaques congénitales comme la tétralogie de Falot, l’atrésie tricuspide, l’atrésie pulmonaire, la transposition des gros vaisseaux, les communications interventriculaires multiples… Ceci lui fût possible grâce à la collaboration d’un ingénieur Inserm qui mit au point des dispositifs de circulation extra-corporelle adaptés à la petite taille des enfants.
Les résultats obtenus avec ces nouvelles techniques ont été largement publiés dans la littérature médicale. Jean-Yves Neveux apparaît ainsi signataire ou cosignataire avec son équipe de plus de 200 articles référencés dans PubMed et dans Google Scholar,. La plupart rendent compte de techniques chirurgicales imaginées et mises en œuvre pour réparer des malformations cardiaques congénitales chez le petit enfant et/ou exposent les résultats obtenus sur des séries de patient avec ces nouvelles approches.
C’est aussi lui qui réalisa avec son équipe la première greffe de cœur en Europe sur un enfant de 1 mois en janvier 1987,.
Jean-Yves Neveux forma de nombreux chirurgiens français ou étrangers originaires de différents pays comme le Japon, l’Italie, le Chili, l’Espagne, la Tunisie et le Maroc. Ses deux principaux adjoints furent Francine Leca qui lui succéda comme chef de service à Necker et Pascal Vouhé qui succéda à Francine Leca.
Toujours, il s’attacha à donner aux parents les meilleures explications possibles sur la prise en charge chirurgicale de leurs enfants et les techniques compliquées utilisées.
Au terme de sa longue carrière hospitalo-universitaire, Jean-Yves Neveux aura réalisé plus de 16 000 interventions chirurgicales en cardiologie,,.

## Distinctions
- Officier de la Légion d'honneur

Jean-Yves Neveux est fait chevalier de la Légion d’honneur en 1988 après sa première greffe cardiaque chez un tout petit enfant.
Il est promu officier de la Légion d’honneur en 1998.

## Œuvre
- Tu ne seras pas médecin, mon fils !, Plon, 1997[13]